# Vas(III)-nitrát
A vas(III)-nitrát a vas salétromsavval alkotott sója, nitrátja. A vas oxidációs száma benne +3. Vízben jól oldódik. Oldható alkoholban és acetonban is.  Oldatából csaknem színtelen, monoklin kristályok alakjában a vas(III)-nitrát hidrátjai (Fe(NO3)3 · 6 H2O, (Fe(NO3)3 · 9 H2O) kristályosítható ki. Higroszkópos vegyület. Vizes oldata nagy mértékben hidrolizál. A hidrolízis során kolloid vas(III)-hidroxid oldat keletkezik, emiatt az oldat barna színű lesz.
A hidrolízist fölöslegben lévő salétromsav visszaszorítja. Ekkor az oldat színe is világosabb lesz. Hevítés hatására bomlik, először bázisos vas-nitráttá, majd vas(III)-oxiddá alakul.

## Előállítása
Előállításához 20-30%-os salétromsavban oldanak vasat. Az oldatból a vas(III)-nitrátot kikristályosítják, kilenc molekula kristályvízzel kristályosodik ki.

## Felhasználása
Pácként használják textilek feketére festésekor. A nem tiszta vas(III)-nitrát erősen savas kémhatású, emiatt elroncsolhatja a textilneműt. Ezért előnyösebb helyette a vas(III)-acetát oldat használata.